# Claude Sintz
Claude Sintz Inc. war ein US-amerikanischer Hersteller von Automobilen.

## Unternehmensgeschichte
Clark Sintz hatte bereits 1895 begonnen, ein Fahrzeug herzustellen, das 1897 fertig wurde. Er stellte mit der Wolverine Motor Works Motoren her. 1902 entwarf er ein weiteres Fahrzeug. Für die Serienfertigung wandte er sich an die Brüder Matheson, die jedoch ablehnten und später die Matheson Automobile Company gründeten.
Clark Sintz verkaufte 1902 die Wolverine Motor Works. Er gründete einerseits die Sintz Gas Engine Company für die Motorenproduktion und andererseits die Claude Sintz Inc. zur Fahrzeugproduktion. Seine Söhne Claude und Guy waren ihm dabei behilflich. Der Sitz war in Grand Rapids in Michigan. Im gleichen Jahr begann die Produktion von Automobilen. Der Markenname lautete Sintz. Im Januar 1904 kam es zum Bankrott. Insgesamt entstanden sechs Fahrzeuge.

## Fahrzeuge
Die Fahrzeuge hatten einen Zweizylinder-Zweitaktmotor. Er leistete je nach Quelle 15 oder 16 PS. Das Fahrgestell hatte 213 cm Radstand.